# Nathan Robertson
Nathan James Robertson (Nottingham, 30 maggio 1977) è un ex giocatore di badminton britannico.

## Palmarès

### Olimpiadi
- 1 medaglia:
  - 1 argento (Atene 2004 nel doppio misto)

### Mondiali
- 1 medaglia:
  - 1 oro (Madrid 2006 nel doppio misto)

### Europei a squadre
- 3 medaglie:
  - 1 argento (Almere 2008)
  - 2 bronzi (Tessalonica 2006; Amsterdam 2012)

### Giochi del Commonwealth
- 8 medaglie:
  - 1 oro (Melbourne 2006 nel doppio misto)
  - 4 argenti (Kuala Lumpur 1998 nel doppio misto; Melbourne 2006 a squadre; Delhi 2010 nel doppio; Delhi 2010 nel doppio misto)
  - 3 bronzi (Kuala Lumpur 1998 nel doppio; Manchester 2002 nel doppio; Delhi 2010 a squadre)